# Costa Oriental de Cantàbria
La Comarca de la Costa Oriental és una comarca de Cantàbria. És de tendència urbana i turística, i abasta des de Colindres fins al límit amb Biscaia (País Basc), arribant pel sud fins a les muntanyes prelitorales. Comprèn els municipis de Colindres, Laredo, Liendo i Castro Urdiales. En aquests quatre municipis la pressió demogràfica és molt forta i és una de les comarques on més turisme es concentra a l'estiu a causa del gran nombre de platges que conté.
Encara que per contra hem d'assenyalar l'enorme creixement urbanístic en alguns casos sense respectar la llei de costes o de protecció del medi ambient. Serveixi com a exemple, entre altres que no han tingut la mateixa fi, la urbanització que ha de demolir-se a Argoños per sentència del tribunal superior de justícia. També és una comarca amb un gran nombre de població procedent del País Basc i que està sense empadronar en la zona de Cantàbria generalment, concretament de Biscaia i més exactament Bilbao i poblacions properes. Ja que els preus i especialment els de l'habitatge, són més barats que a Biscaia i en pràcticament 30 minuts es pot estar entrant en Bilbao sortint des del punt més llunyà que és Colindres, seguint l'Autovia del Cantàbric. Tots aquests factors fan que la vida s'hagi encarit en els últims anys enormement per a la gent que té treballs amb els convenis laborals càntabres, el que unit a la reconversió industrial que es va sofrir a la fi dels 80 en la zona, fa que les persones nascudes i criades en aquesta comarca estiguin emigrant a altres comarques d'interior o a altres regions. La població total de la comarca arriba a la xifra de 50.124 habitants, segons dades de l'INE de l'any 2006 (veure taula). Segons les dades del mateix any, els seus tres municipis més poblats, de major a menor, són: Castro Urdiales (28.542), Laredo (13.115) y Colindres (7.235); essent el seu municipi menys poblat Liendo (1.099).
A pesar que ja existeix una llei de comarcalització de Cantàbria, encara no ha estat desenvolupada, raó per la qual la comarca no té entitat real.

## Municipis de la comarca
- Castro Urdiales.
- Colindres.
- Laredo.
- Liendo.

## Destacat
- Platja de la Salvé.
- Arboreto de Liendo.
- Església de la Santa María de la Asunción.
- Castro de la Peña de Sámano.
- Hospital Comarcal de Laredo

## Galeria d'imatges

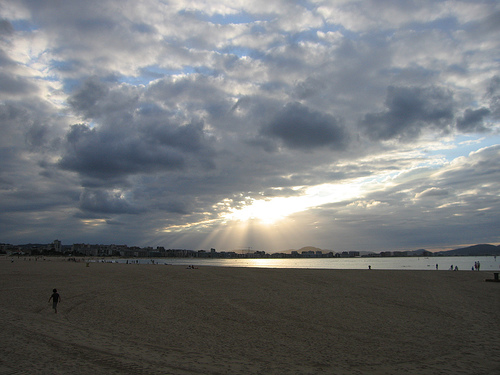
La platja de Laredo.
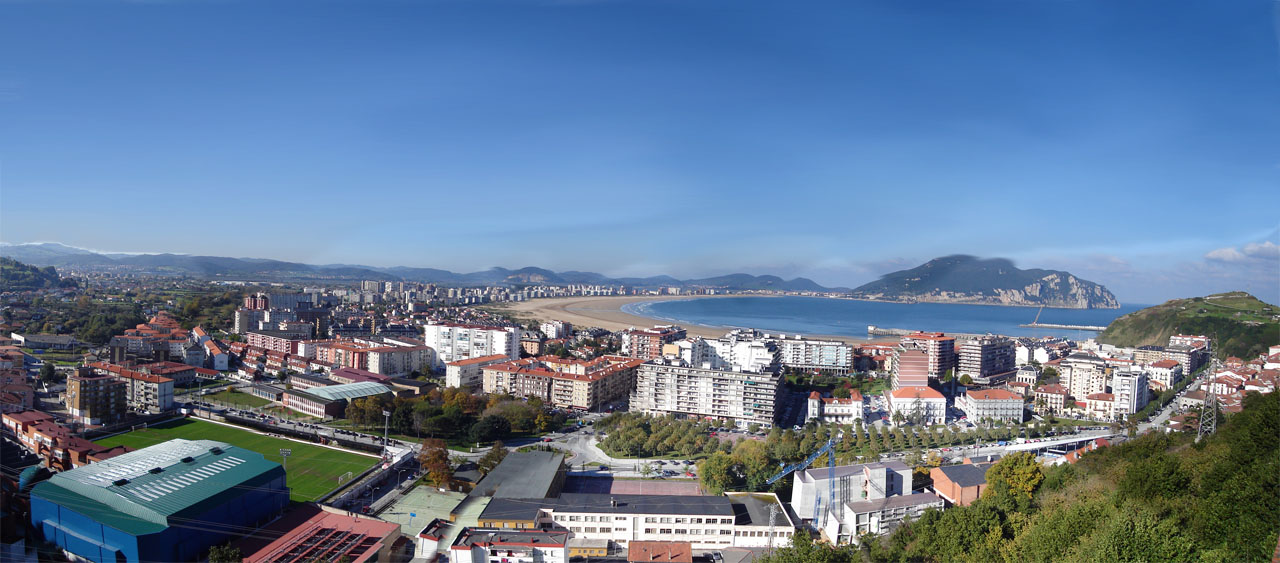
Vista de Laredo i la Playa de la Salvé, al fons Santoña.
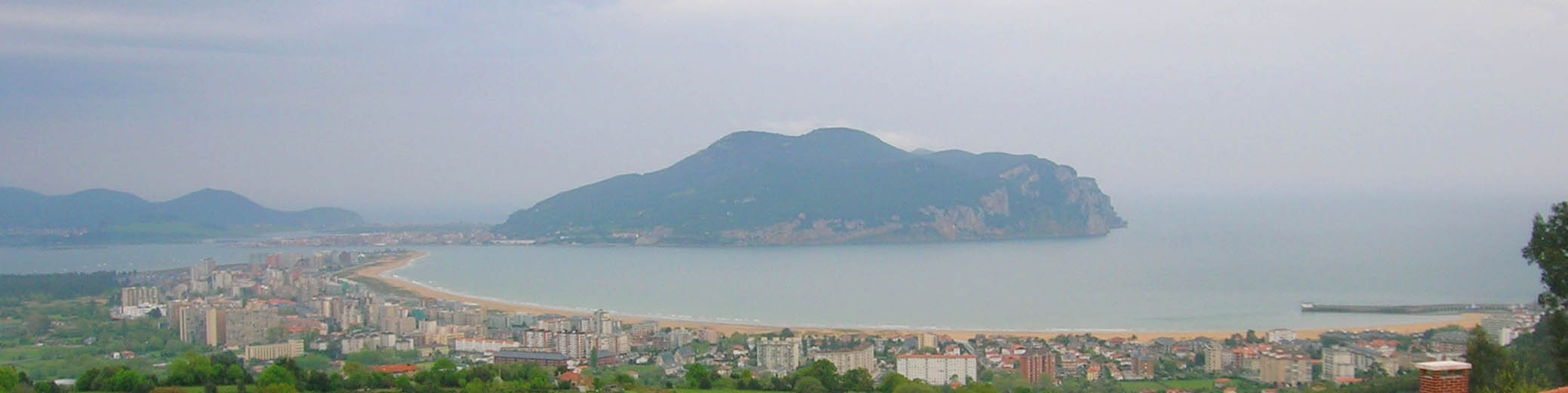
Vista de Laredo des de Limpias.
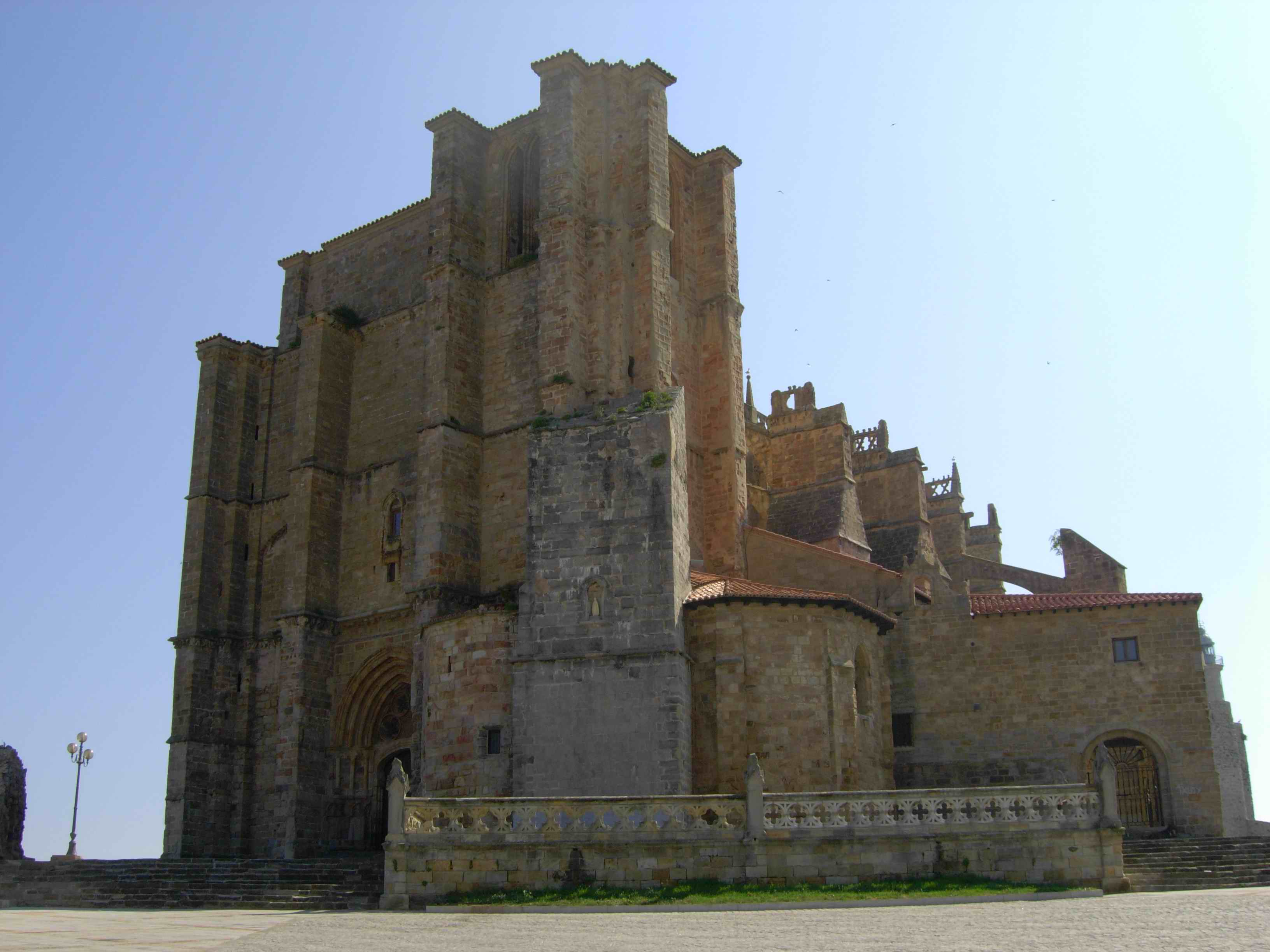
Església de Santa María de la Asunción (Castro Urdiales).
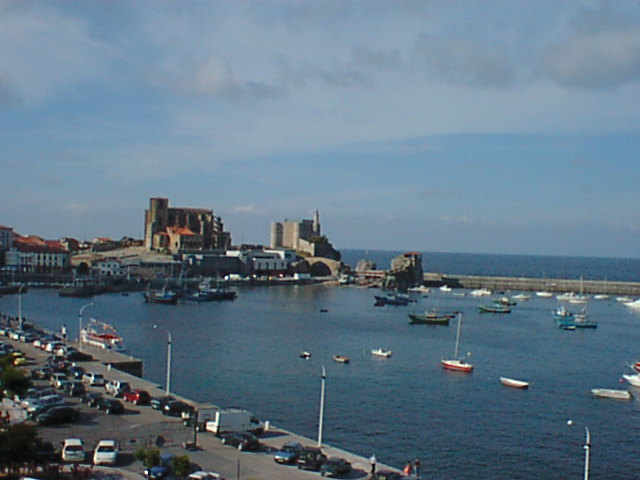
El Port de Castro-Urdiales.
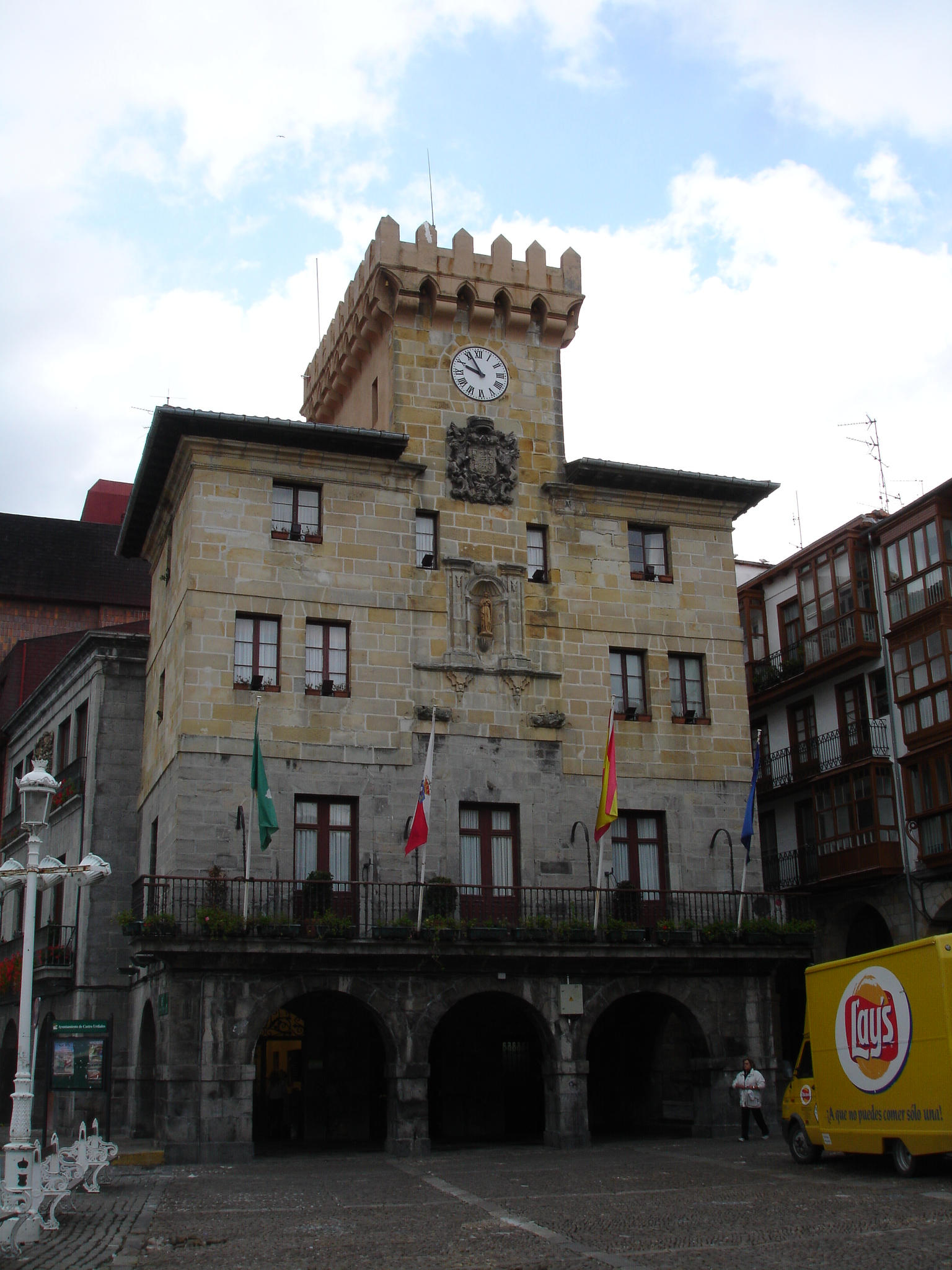
Ajuntament de Castro Urdiales.
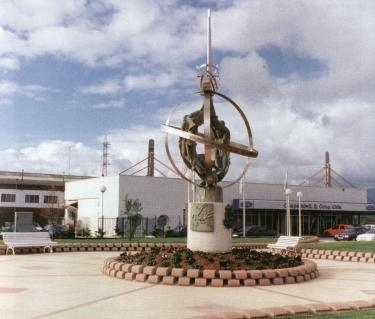
Monument en la Plaça del Quinto Centenario, a Colindres.
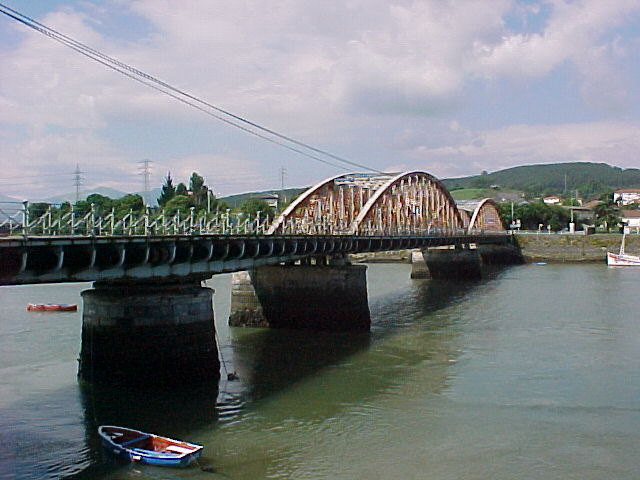
El Pont de Treto (Colindres).
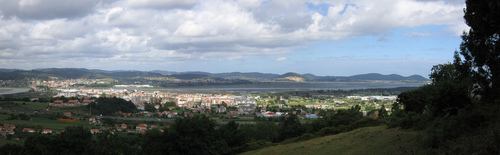
Panoràmica de Colindres.
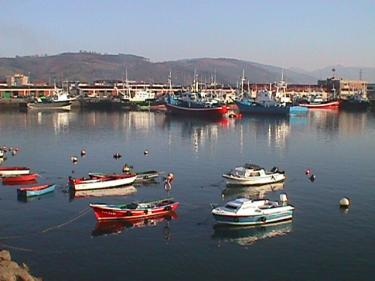
Vaixells a Colindres.